# Texter i snön
Texter i snön är en diktsamling av Artur Lundkvist utgiven 1964.
Texter i snön är en av Lundkvists mest personliga diktsamlingar där han tydligt skriver om sina förhoppningar och besvikelser. Många av dikterna pendlar mellan en förhoppningsfull tro på förnyelse och besvikelser över utvecklingen i världen med diktaturer, kapitalism och kärnvapenhot. Men här finns också mer positiva dikter präglade av humor, ironi och ett lätt surrealistiskt bildspråk. En central dikt talar om att söka det förlorade, som ingen vet varför det gått förlorat:
| ” | Sök det förlorade, sök det på de mest osannolika ställen... Sök det förlorade som ingen vet varför det är förlorat, hur det skett eller exakt när. Ingen ger eller tar några skäl, allting bara sker och sker och sker | „ |